# 퍼펙트 스트레인저스 (시트콤)
《퍼펙트 스트레인저스》(영어: Perfect Strangers)는 1986년부터 1993년까지 ABC에서 방영된 미국의 시트콤 텔레비전 시리즈이다.
파생 텔레비전 시리즈로 《패밀리 매터스》(1989-97)가 있다.

## 출연진
메인
- 브론슨 핀초
- 마크 린베이커
- 멜러니 윌슨
- 리베카 아서
- 벨리타 모레노
- 어니 서벨라
- 샘 앤더슨

리커링
- 유진 로치